# Léon Julliot de La Morandière
Léon Julliot de La Morandière (Granville, 9 de septiembre de 1885 - París, 16 de octubre de 1968) fue un jurista y académico francés.

## Biografía
Léon Francis Julliot de La Morandière nació el 9 de septiembre de 1885 en Granville. Fue hermano del historiador Charles Julliot de La Morandière.
Afectado por fiebre tifoidea en su juventud, renunció a ser marino y se consagró al derecho.  Estudió en la Facultad de Derecho de París y se doctoró en 1909 con una tesis titulada “ De la réserve mathématique des primes dans l'assurance »  y luego una tesis complementaria en 1910 titulada “ De la règle "Nulla poena sine lege" ». 
Durante la Primera Guerra Mundial, combatió como teniente en el 7º regimiento de artillería; resultó herido en la rodilla en julio de 1918 y declarado mutilado de guerra.  Durante la Segunda Guerra Mundial, se unió a la Resistencia incorporándose a la red Combat.  Colaboró para impedir la salida de los trenes de deportados.

## Trayectoria
Profesor de derecho privado (derecho civil y comercial ), contribuyó en gran medida al derecho comparado.  Fue primero profesor durante un curso en la Facultad de Derecho de Argel, para pasar en 1912 como profesor asociado a la Universidad de Rennes. Entre 1919 y 1922 enseñó en la Universidad de Estrasburgo, para terminar en París de 1922 a 1955.  Fue director de la Casa Franco-Japonesa de 1933 a 1936  y se hizo amigo y coleccionista del pintor Tsuguharu Foujita.  en Tokio.
Al final de la Segunda Guerra Mundial, fue nombrado decano de la Facultad de Derecho de París en 1944, en particular debido a su compromiso con la Resistencia. 
Fue director del Instituto de Derecho Comparado de París, que se convirtió en el Centro Francés de Derecho Comparado, de 1941 a 1968.
Elegido miembro de la Académie des sciences morales et politiques en 1946, de la que fue presidente en 1955.  También fue miembro de la Academia Imperial de Japón, la Academia de Ciencias y Artes de Boston y la Academia de Atenas.
Fue vicepresidente de la Asociación Henri-Capitant de Amigos de la Cultura Jurídica Francesa. 

## Participación en instituciones legales
Tras la Primera Guerra Mundial, fue nombrado secretario general de la comisión encargada de preparar la reintroducción del derecho francés en Alsacia y Lorena (1918-1924)..
Después de la Segunda Guerra Mundial, reconocido tanto por sus acciones en la Resistencia como por sus cualidades de jurista, Léon Julliot de La Morandière fue llamado después de la Liberación para servir como miembro del Comité Jurídico del gobierno provisional de la República de 1944 a 1946. Esta participación en el consejo ejecutivo continuó con un nombramiento en el Consejo de Estado como Consejero de Estado en servicio extraordinario a partir de 1946. También formó parte del Comité Constitucional de 1946 a 1958.  En 1945 presidió la comisión de reforma del código civil.
En 1938 el gobierno colombiano le pidió que preparara la revisión del Código Civil. 

## Distinciones
Léon Julliot de La Morandière era doctor honoris causa por las universidades de Lieja, Lovaina, Cambridge, Glasgow, Manchester, Salónica, Estocolmo, Basilea, Praga, Laval y El Cairo. Había recibido condecoraciones de Túnez, Luxemburgo, Países Bajos, Grecia, Japón ( Orden del Sol Naciente  ), Italia, Bélgica y Marruecos.
Fue gran oficial de la Legión de Honor (1955), fue condecorado con la Cruz de Guerra 1914-1918 y la Médaille de la Résistance.